# سامانه خبره

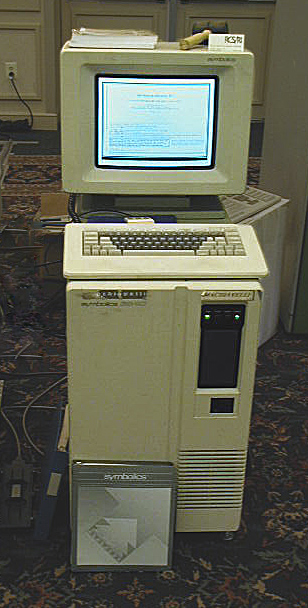
نمونه‌ای از یک رایانه لیسپ با کیبورد اسپیس کادت

سامانه‌های خُبره (به انگلیسی: expert system) به دسته‌ای خاص از نرم‌افزارهای رایانه‌ای گفته می‌شود که در راستای کمک به کاردانان و متخصّصان انسانی یا جایگزینی جزئی آنان در زمینه‌های محدود تخصّصی تلاش دارند. این‌گونه سامانه‌ها، در واقع، نمونه‌های آغازین و ساده‌تری از فناوری پیشرفته‌تر سامانه‌های دانش-بنیان به‌شمار می‌آیند.
این سامانه‌ها معمولاً اطلاعات را به شکل واقعیت ها و قواعد در دادگانی به نام پایگاه دانش به شکل ساختار مند ذخیره نموده، و سپس با بهره‌گیری از روش‌هایی خاص استنتاج از این داده‌ها نتایج مورد نیاز حاصل می‌شود.

## پیشگفتار
در میان اهل فن و صاحبان اندیشه، استدلال تعاریف و تفاسیر گوناگونی دارد. در نگاهی کلی، بهره گرفتن از دلیل و برهان برای رسیدن به یک نتیجه از فرضیاتی منطقی با به‌کارگیری روش‌های شناخته شده، تعریفی از استدلال تلقی می‌شود؛ تعریفی که البته با دیدگاه‌های فلسفی و گاه آرمانگرایانه از استدلال تفاوت دارد. با این حال موضوع مهم و بنیادین در اینجا بحث در چیستی و چرایی این دیدگاه‌ها نیست، بلکه در مورد «چگونگی طراحی دستگاه‌های استدلال گر»، با هر تعریفی، برای رسیدن به مجموعه‌ای از تصمیمات منطقی با استفاده از مفروضات یا به‌طور دقیق‌تر دانشی است که در اختیار آن‌ها قرار می‌گیرد. سامانه‌های خبره (expert systems) اساساً برای چنین هدفی طراحی می‌شوند. در حقیقت به واسطه الگوبرداری این سامانه‌ها از نظام منطق و استدلال انسان و نیز یکسان بودن منابع دانش مورد استفاده آن‌ها، پیامد کار یک سامانه خبره می‌تواند تصمیماتی باشد که در حوزه‌ها و قلمروهای گوناگون قابل استفاده، مورد اطمینان و تأثیرگذار هستند. بسیاری بر این باورند که سامانه‌های خبره بیشترین پیشرفت را در «هوش مصنوعی» به وجود آورده‌اند.

## تاریخچه
تا ابتدای دههٔ ۱۹۸۰ (م) کار چندانی در زمینهٔ ساخت و ایجاد سامانه‌های خِبره توسط پژوهش گران هوش مصنوعی صورت نگرفته بود. از آن زمان به بعد، کارهای زیادی در این راستا و در دو حوزهٔ متفاوت ولی مرتبط سامانه‌های کوچک خبره و نیز سامانه‌های بزرگ خبره انجام شده‌است.
در دهه ۱۹۷۰، ادوارد فیگن بام در دانشگاه استانفورد به دنبال کشف روش حل مسئله ای بود که خیلی کلی و همه منظوره نباشد. پژوهشگران دریافتند که یک متخصص معمولاً دارای شماری رموز و فوت و فن خاص برای کار خود می‌باشد و در واقع از مجموعه‌ای از شگردهای سودمند و قواعد سرانگشتی در کار خود بهره می‌برد، این یافته مقدمه پیدایش سامانه خبره بود. سامانه خبره با برگرفتن این قواعد سر انگشتی از متخصصین و به تعبیری با تبدیل فرایند استدلال و تصمیم‌گیری متخصصین به برنامه‌های رایانه‌ای می‌تواند به عنوان ابزار راهنمای تصمیم‌گیری در اختیار غیرمتخصص و حتی متخصصین کم تجربه قرار گیرد.
هوش مصنوعی: هوش مصنوعی روشی است در جهت هوشمند کردن رایانه تا قادر باشد در هر لحظه تصمیم‌گیری کرده و اقدام به بررسی یک مسئله نماید. هوش مصنوعی، رایانه را قادر به اندیشیدن می‌کند و روش آموختن انسان را رونوشت برداری می‌نماید؛ بنابراین اقدام به جذب اطلاعات جدید جهت به‌کارگیری در مراحل بعدی می‌پردازد.
مغز انسان به بخش‌هایی تقسیم شده‌است که هر بخش وظیفه خاص خود را جدا از بقیه انجام می‌دهد. آشفتگی در کار یک بخش تأثیری در دیگر بخش‌های مغز نخواهد گذاشت. در برنامه‌های هوش مصنوعی نیز این مسئله رعایت می‌شود درحالی که در برنامه‌های غیر هوش مصنوعی مثل C یا Pascal تغییر در برنامه روی سایر قسمت‌های برنامه و اطلاعات تأثیر دارد.
مباحث کاربردی و مهم در تحقق یک سامانهٔ هوش مصنوعی:
- - سامانه‌های خبره (Expert Systems)
  - شبکه‌های عصبی (Neural Network)
  - الگوریتم‌های ژنتیک (Genetic Algorithms)
  - سامانه‌های منطق فازی (Fuzzy Logic Systems)

## حوزه‌های کاربرد
سامانه‌های خبره در زمینه‌های بسیار متنوعی کاربرد یافته‌اند که برخی از این زمینه‌ها عبارتند از پزشکی، حسابداری، کنترل فرایندها، منابع انسانی، خدمات مالی، و GIS. حسابداری، تجزیه و تحلیل‌های مالی پزشکی (تشخیص بیماری)، آنژیوگرافی، باستان‌شناسی، تولید ویفرهای سیلیکونی و انواع خاصی از پرتونگاری در زمینه‌های مختلف دیگری نیز سامانه‌های خبره پدید آمده‌اند همانند: مشاوره حقوقی، مشاوره برای انتخاب بهترین معماری یا ترکیب بندی سامانه رایانه‌ای، مشاوره مهندسی ساختمان و غیره.
در هر یک از این زمینه‌ها می‌توان کارهایی از نوع راهنمایی، پردازش، دسته‌بندی، مشاوره، طراحی، تشخیص، کاوش، پیش‌بینی، ایجاد مفاهیم، شناسایی، توجیه، یادگیری، مدیریت، واپاشی، برنامه‌ریزی، زمان‌بندی و آزمایش را با مددجویی از سامانه‌های تجربی با سرعت و آسانی بیشتری به انجام رسانید. ∗
سامانه‌های خبره یا به عنوان جایگزین فرد متخصص یا به عنوان کمک به وی استفاده می‌شوند.

### کاربرد سامانه‌های خبره در خدمات کتابداری و اطلاع‌رسانی
سامانه‌های خبره این امکان را در اختیار می‌گذارد تا بتوان دانش موجود در سطح جامعه را به صورت گسترده‌تر و کم هزینه تری اشاعه داد. این موضوع یعنی اشاعه دانش برای عموم مردم یکی از بنیادی‌ترین و اصلی‌ترین وظایف و رسالتهای حوزه کتابداری است .
 مثلاً از طریق واسطهای هوشمند جستجوی اطلاعات می‌توان مهارت‌های جستجوی پیشرفته را که اغلب خاص متخصصان با تجربه است در میان طیف وسیعی از کاربران در دسترس قرار دهد. سرعت استدلال یا حل مسائل در نظام‌های خبره می‌تواند منجر به ارائه خدمات کاراتر و سریع تر در برخی فعالیت‌های کتابداری شود و انعطاف‌پذیری بیشتری را در پاسخگویی به نیازهای مخاطبان به وجود آورد.
کاربرد سامانه‌های خبره و هوشمند را در حوزه‌های نمایه سازی، چکیده نویسی، طراحی و تولید اصطلاح‌نامه‌ها، فهرست نویسی، بازیابی متن فارغ از منطق بولی، بازیابی متون مبتنی بر منطق بولی، تجزیه و تحلیل خودکار محتوا و ارائه دانش، مدیریت و دسترسی به محتوی پایگاه‌های رابطه‌ای، اسناد هوشمند، پردازش پایگاه‌های اطلاعاتی دانسته‌اند.

### کاربرد سامانه‌های خبره در حسابداری و امور مالی
یکی از پر رونق‌ترین زمینه‌های کاربرد سامانه‌های خبره، حوزه و تجزیه و تحلیل‌های مالی است. یکی از مناسب‌ترین زمینه‌های کاربرد این سامانه‌ها حوزه حسابداری و امور مالی است. امروزه انواع زیادی از سامانه‌های خبره برای کاربردهای گوناگون در این شاخه از دانش بشری ساخته شده‌است که در مورد استفاده گروه‌های مختلفی از تصمیم گیرندگان مانند مدیران شرکت‌ها و سازمان‌ها، حسابداران، تحلیلگران مالی، کارشناسان مالیاتی و بالاخره عامه مردم قرار می‌گیرد حتی متخصصین و کارشناسان حوزه‌های مختلف دانش حسابداری و مالی از این نرم‌افزارهای پر جاذبه به عنوان وسیله‌ای برای یافتن «حدس دوم» و اطمینان بیشتر نسبت به یافته‌ها و داوری‌های شخصی خود استفاده می‌کنند.
کاربردهای مختلفی از سامانه‌های خبره در سه زمینه حسابداری، حسابداری مدیریت و امور مالیاتی به شرح ذیل می‌باشد:
- - حسابرسی : ارزیابی ریسک – تهیه برنامه حسابرسی – فراهم آوردن کمک‌های فنی – کشف تقلبات و جلوگیری از آنها
  - حسابداری مدیریت : قیمت گذاری محصولات و خدمات – تعیین بهای تمام شده – طراحی سامانه‌های حسابداری – بودجه بندی سرمایه‌ای – انتخاب روش حسابداری – ارزیابی اعتبار – ایجاد و برقراری واپاشی (کنترل)
  - امور مالیاتی : توصیه‌های مالیاتی – محاسبه مغایرتهای مالیاتی – برنامه‌ریزی مالی شخصی.

تحلیلگران مالی نیز امروزه یکی از استفاده‌کنندگان سامانه‌های خبره هستند به هنگام بررسی وضعیت مالی یک شرکت یا مشتری معین، تحلیلگران مالی در کنار برداشت خود از داده‌های مالی، نظر سامانه خبره را نیز به عنوان یک نظر تخصصی مکمل در اختیار دارد و در مواردی که این نظر یا داوری دوم با نظر خود او ناهمسویی داشته باشد می‌کوشد تا در واکاوی‌های خود دقت بیشتری به عمل آورده و حتی در مواردی بازبینی کند. سامانه‌های خبره در مورد بررسی صورتهای مالی شرکت قبل از ارائه به مدیران ارشد بررسی گزارش‌های رسیده از شعب یا شرکت‌های تابعه شرکت ارزیابی یک شرکت ارزیابی اعتبار مالی فروشندگان و خریداران (طرف‌های تجاری) و در بسیاری از زمینه‌های دیگر مالی امروز کاربردهای خود را یافته‌اند.

### انواع سامانه‌های خبره تحلیل مالی
از آنجا که در داوری‌های مختلف مالی عملاً هر چهار مرحله فرایند تصمیم‌گیری یعنی گردآوری داده‌ها، انجام واکاوی، کسب بینش مشخص راجع به موضع و بالاخره تصمیم‌گیری دخالت دارد سامانه‌های خبره مرتبط با موضوع تحلیل مالی نیز بر پایهٔ نوع کمکی که به مراحل مختلف فرایند تصمیم‌گیری می‌کنند به سه قلمرو تقسیم می‌شوند.
این سه قلمرو عبارتند از:
1. 1. کمک به کسب بینش یا بینش آفرین Insight facilitaing
  2. آسان‌سازی تصمیم‌گیری Decision facilitating
  3. تصمیم‌سازی Decision Making

#### سامانه‌های خبره بینش آفرین
در این نوع سامانه‌ها، هدف اصلی ارائه پردازش‌های مربوط به کمک واکاوی نسبت‌ها و نمودار هاست این نسبت‌ها و نمودارها برای دست‌اندرکاران تحلیل مالی در ایجاد بینش دقیق تری در مورد وضع مالی و چشم‌انداز آتی یک مؤسسه، یعنی سودمند است با چنین هدفی عملاً مراحل اول و دوم از فرایند چهار مرحله‌ای تصمیم‌گیری به کمک این سامانه‌ها انجام می‌شود این نرم‌افزارها را به این دلیل بینش آفرین می‌خوانیم که هدفشان کمک به کارگزاران و دست‌اندرکاران مالی برای انجام یک مشاهده بینش آفرین مشخص است بنابراین درجه از کارآزمودگی و تخصص موجود در زمره سامانه‌های خبره واقعی به حساب آورده نمونه‌هایی از این قبیل نرم‌افزارها عبارتند از: INsiGht و NEWVIEWS که هر دو عملاً سامانه‌های جامع حسابداری مشتمل بر تحلیل‌های مالی اند یعنی در عین اینکه همه عملیات حسابداری را انجام می‌دهند. در محیطهای شبیه صفحه گسترده تحلیل‌های مالی خود را نیز عرضه می‌کنند نرم‌افزار شناخته شده دیگر REFLEX نام دارد که ۱۲ نسبت کلیدی را محاسبه کرده و تحلیل و تفسیرهای پیشنهادی خود را نیز ارائه می‌کند این تحلیل‌ها همراه با ارائه نسبت‌ها، روندها و نمودارهای مناسب است.

#### سامانه‌های خبره آسان‌کننده تصمیم‌گیری
در این نوع از سامانه‌های خبره مالی یک پایگاه دانش وجود دارد که ضمن تحلیل نسبت‌های مالی می‌تواند بینش‌های خود نسبت به موضوع مورد تحلیل را نیز ارائه دهد و همین امر موجب تمایز آن از سامانه‌های دسته اول می‌شود بنابراین در این قبیل سامانه‌ها سه مرحله از چهار مرحله فرایند تصمیم‌گیری انجام می‌شود یک نمونه از این سامانه‌های خبره «ANSWERS» است.

### سامانه‌های خبره
سامانه‌های خبره برنامه‌هایی هستند که رفتار یک انسان متخصص در یک زمینه به‌خصوص را تقلید می‌کنند. این برنامه از اطلاعاتی که استفاده‌کننده در آن‌ها ذخیره می‌کند جهت اعلام یک عقیده در یک موضوع به‌خصوص استفاده می‌کند. از این رو سامانه‌های خبره تا هنگامی که بتوانند موضوعی را که با پاسخ‌های شما مطابقت داشته باشد بیابند به سؤال کردن از شما ادامه می‌دهند. به منظور درک کردن آنچه یک سامانه متخصص انجام می‌دهد مکالمه زیر که بین یک متخصص در امور میوه و فرد دیگری که می‌خواهد از وی توصیه‌ای در این مورد دریافت کند را در نظر بگیرید:
-- متخصص: آیا میوه سبز است؟
-- استفاده‌کننده: خیر.
-- متخصص: آیا میوه قرمز است؟
-- استفاده‌کننده: بله.
-- متخصص: آیا این میوه روی درخت رشد می‌کند؟
-- استفاده‌کننده: خیر.
-- متخصص: آیا این میوه روی یک بوته رشد می‌کند؟
-- استفاده‌کننده: بله.
-- متخصص: آیا این بوته تیغ دارد؟
-- استفاده‌کننده: بله.
-- متخصص: این میوه تمشک است!
هدف از طراحی یک سامانه متخصص رایانه‌ای در امر میوه تولید چنین گفتگویی است. در حالت عمومی تر سامانهٔ متخصص می‌کوشد که به استفاده‌کننده از خود در مورد موضوعی که از آن آگاه است راهنمایی دهد.
اگر بخواهیم تعریفی از سامانه‌های خبره ارائه دهیم می‌توان گفت «سامانه‌های خبره» برنامه‌های رایانه‌ای هستند که با استفاده از قواعد مورد استفاده متخصصین به حل مسایل در زمینه‌ای خاص می‌پردازند. وجه تمایز اصلی سامانه‌های خبره نسبت به برنامه‌های کاربردی گذشته آن است که از استدلال مبتنی بر استنباط و استنتاج استفاده می‌کند در برنامه‌های کاربردی معمولی دارای الگوریتم و روش حل مسئله ثابتی هستیم اما در روش‌های شهودی می‌توان با آزمون و خطا مسایل دشوارتری را حل کرد و به جواب رضایت بخش رسید.
مفهوم سامانه‌های خبره بر این فرض استوار است که دانش متخصصین در حافظه رایانه ضبط و در دسترس کسانی که به کاربرد آن دانش نیاز دارند، قرار گیرد. یک سامانه‌های پشتیبانی تصمیم شامل برنامه‌هایی است که بازتاب دهندهٔ چگونگی نگرش یک مدیر در حل یک مسئله می‌باشد. یک سامانه خبره، از طرف دیگر فرصتی برای تصمیم‌گیری‌ها پیش می‌آورد که از قابلیت‌های مدیر افزون تر است. تمایز دیگر میان سامانهٔ خبره و سامانهٔ پشتیبانی تصمیم، توانایی سامانهٔ خبره در توصیف چگونگی استدلال جهت دستیابی به یک راهکار خاص است. اغلب اوقات شرح نحوه دست یابی به یک راه حل، از خود راه حل ارزشمندتر است.
داده‌هایی که به وسیله برنامه‌های سامانه پشتیبانی تصمیم استفاده می‌شود، اصولاً به صورت عددی بوده و برنامه‌ها، تأکید بر استفاده از روش‌های ریاضی دارند، لیکن داده‌هایی که به وسیله سامانه‌های خبره به کار می‌رود نمادی تر بوده و اغلب به صورت متن تشریحی می‌باشند. برنامه‌های سامانه‌های خبره بر به‌کارگیری برنامه‌های منطقی تأکید دارند.

### تفاوت سامانه‌های خبره با سایر سامانه‌های اطلاعاتی
سامانه‌های خبره برخلاف سامانه‌های اطلاعاتی که بر روی داده‌ها(Data) عمل می‌کنند، بر دانش (Knowledge) متمرکز شده‌است. همچنین دریک فرایند نتیجه‌گیری، قادر به استفاده از انواع مختلف داده‌ها عددی(Digital)، نمادی Symbolic و مقایسه‌ای (Analog) می‌باشند. یکی دیگر از مشخصات این سامانه‌ها استفاده از روش‌های ابتکاری (Heuristic) به جای روش‌های الگوریتمی می‌باشد. این توانایی باعث قرار گرفتن دامنهٔ گسترده‌ای از کاربردها در برد عملیاتی سامانه‌های خبره می‌شود. فرایند نتیجه‌گیری در سامانه‌های خبره بر روش‌های استقرایی و قیاسی پایه‌گذاری شده‌است. از طرف دیگر این سامانه‌ها می‌توانند دلایل خود در رسیدن به یک نتیجه‌گیری خاص یا جهت و مسیر حرکت خود به سوی هدف را شرح دهند. با توجه به توانایی این سامانه‌ها در کار در شرایط فقدان اطلاعات کامل یا درجات مختلف اطمینان در پاسخ به پرسش‌های مطرح‌شده، سامانه‌های خبره نماد مناسبی برای کار در شرایط عدم اطمینان(Uncertainty) یا محیطهای چند وجهی می‌باشند.

## مدل سامانه خبره
یک مدل سامانه خبره مشتمل بر چهار بخش اصلی است:
1. 1. پایگاه دانش (Knowledge Base)
  2. موتور استنتاج (Inference Engine)
  3. امکانات توضیح (Explanation Facilities)
  4. رابط کاربر (User Interface)

### پایگاه دانش (Knowledge Base)
محلی است که دانش خبره به صورت کدگذاری شده و قابل فهم برای سامانه ذخیره می‌شود. با این توصیف دو اصطلاح زیر تعریف می‌شود:
-- شیء (Object): منظور از شیء در اینجا نتیجه‌ای است که با توجه به قوانین مربوط به آن تعریف می‌گردد.
 -- شاخص (Attribute): منظور از شاخص یا «صفت» یک کیفیت ویژه است که با توجه به قوانینی که برای آن در نظر گرفته شده‌است به شما در تعریف شیء یاری می‌دهد.
بنابراین می‌توان پایگاه دانش را به صورت لیستی از اشیاء که در آن قوانین و شاخص‌های مربوط به هر شیء نیز ذکر شده‌است در نظر گرفته شود.
 در ساده‌ترین حالت (که در اکثر کاربردها نیز همین حالت بکار می‌رود) قانونی که به یک شاخص اعمال می‌شود این مطلب را بیان می‌کند که آیا شیء مورد نظر شاخص دارد یا ندارد؟
 یک سامانه متخصص که انواع مختلف میوه را شناسایی می‌کند احتمالاً دارای بانک اطلاعاتی به صورت زیر خواهد بود:
شیء قانون شاخص
 سیب دارد روی درخت رشد می‌کند.
 دارد گرد است
 دارد رنگ قرمز یا زرد است
 ندارد در کویر رشد می‌کند
بانک ساده شده بالا، تنها با استفاده از قانون <<دارد>>:
| شیء | شاخص‌هایی که دارد  |
| --- | ----------------- |
| سیب | رشد روی درخت      |
| سیب | گرد بودن          |
| سیب | رنگ قرمز یا زرد   |
| سیب | رشد نکردن در کویر |

به کسی که دانش خبره را به صورت کدگذاری شده درمی‌آورد، مهندس دانش گفته می‌شود. به‌طور کلی دانش به صورت عبارات شرطی و قواعد در پایگاه دانش ذخیره می‌گردد.
فریمها(Minsky(1975، و پس از آن هستان‌شناسی‌ها از روش‌های مدرن جهت ارائه دانش در سامانه‌های خبره‌اند.

#### موتور استنتاج (Inference Engine)
حتی زمانی که قلمرو دانش را با قوانین نمایش می‌دهیم، باز هم یک فرد خبره باید مشخص کند که کدام قوانین را برای حل مسئله خاصی به کار می‌برد. علاوه بر این باید مشخص کند که این قوانین را در چه رده‌ای به کار می‌برد. به‌طور مشابه یک سامانه خبره نیاز خواهد داشت تا تصمیم بگیرد که چه قانونی و در چه مورد و رده‌ای باید برای ارزیابی انتخاب شود.
دستگاه استنتاج در واقع قلب یک سامانه خبره است. یک نظام پیچیده که قواعد استنتاج را که به صورت مجموعه‌ای از قواعد "اگر … پس …" برای یافتن پاسخ یا قضاوت نهایی به کار می‌گیرد چیزی که سامانه خبره را سامانه خبره می‌کند روشی است که این قواعد براساس آن مورد پردازش قرار می‌گیرند. دستگاه استنتاج برای رسیدن به قضاوت می‌تواند به دو صورت عمل کند و در واقع از سلسله مراتب قواعد استدلال به دو طریق عبور کند یکی از دو شیوه روش استدلال پیش رو است که از داده‌ها شروع می‌کند و به نتیجه می‌رسد یعنی با در نظر گرفتن داده‌های مربوط به موضوع مورد سؤال از (اگر)ها شروع کرده و به نتایج یا (پس)های مناسب می‌رسد به عبارت دیگر در زنجیره پیش رو از مقدمات به نتایج می‌رسیم، روش دوم استنتاج آن است که از نتایج شروع می‌کند و برای چنان نتایج مشخص به دنبال مقامات یا شرایط اولیه مناسب می‌گردد به عبارت دیگر نقطه شروع (پس)ها هستند و از آن‌ها به (اگر)ها دست می‌یابد. روش اول استنتاج را روش مبتنی بر داده و روش دوم را روش مبتنی بر هدف می‌خوانند.

#### امکانات توضیح (Explanation Facilities)
برای نشان دادن مراحل نتیجه‌گیری سامانه خبره برای یک مسئله خاص با واقعیات خاص به زبان قابل فهم برای کاربر به کار می‌رود. این امکانات این فایده را دارد که کاربر با دیدن مراحل استنتاج اطمینان بیشتری به تصمیم گرفته شده توسط سامانه خواهد داشت؛ و خبره‌ای که دانش او وارد پایگاه دانش شده‌است اطمینان حاصل خواهد کرد که دانش او به صورت صحیح وارد پایگاه دانش شده‌است.

#### رابط کاربر
منظور از رابط کاربر، مجموعه‌ای از تجهیزات و نرم‌افزارها است که به صورت کانال ارتباط کاربر و سامانه خبره عمل می‌کند یعنی به کاربر امکان ارائه اطلاعات مربوط به مسئله مورد نظر را به سامانه می‌دهد و از طرف دیگر استنتاجات سامانه را در اختیار کاربر می‌گذارد.
واسط کاربر یک سامانه خبره طبیعتاً باید از قدرت تبادلی بالایی برخوردار باشد تا ساختار تبادل اطلاعات به شکل گفتگوی یک متقاضی و یک انسان خبره صورت گیرد.

### مزایای یک سامانه خبره چیست؟
میزان مطلوب بودن یک سامانه خبره اصولاً به میزان قابلیت دسترسی به آن و میزان سهولت کار با آن بستگی دارد.
مزایای سامانه‌های خبره را می‌توان به صورت زیر دسته‌بندی کرد:
- - افزایش قابلیت دسترسی: تجربیات بسیاری از طریق رایانه دراختیار قرار می‌گیرد و به‌طور ساده‌تر می‌توان گفت یک سامانه خبره، تولید انبوه تجربیات است.
  - کاهش هزینه:تجربیات بسیاری از طریق رایانه دراختیار قرار می‌گیرد و به‌طور ساده‌تر می‌توان گفت یک سامانه خبره، تولید انبوه تجربیات است.
  - کاهش خطر: سامانه خبره می‌تواند در محیط‌هایی که ممکن است برای انسان سخت و خطرناک باشد نیز بکار رود.
  - دائمی بودن: سامانه‌های خبره دائمی و پایدار هستند. به عبارتی مانند انسان‌ها نمی‌میرند و فنا ناپذیرند.
  - تجربیات چندگانه: یک سامانه خبره می‌تواند مجموع تجربیات و آگاهی‌های چندین فرد خبره باشد.
  - افزایش قابلیت اطمینان: سامانه‌های خبره هیچ وقت خسته و بیمار نمی‌شوند، اعتصاب نمی‌کنند یا علیه مدیرشان توطئه نمی‌کنند، درصورتی که اغلب در افراد خبره چنین حالاتی پدید می‌آید.
  - قدرت تبیین (Explanation): یک سامانه خبره می‌تواند مسیر و مراحل استدلالی منتهی شده به نتیجه‌گیری را تشریح نماید. اما افراد خبره اغلب اوقات به دلایل مختلف (خستگی، عدم تمایل و…) نمی‌توانند این عمل را در زمان‌های تصمیم‌گیری انجام دهند. این قابلیت، اطمینان شما را در مورد صحیح بودن تصمیم‌گیری افزایش می‌دهد.
  - پاسخ‌دهی سریع:سامانه‌های خبره، سریع و دراسرع وقت جواب می‌دهند.
  - پاسخ‌دهی در همه حالات: در مواقع اضطراری و مورد نیاز، ممکن است یک فرد خبره به خاطر فشار روحی یا عوامل دیگر، صحیح تصمیم‌گیری نکند ولی سامانه خبره این معایب را ندارد.
  - پایگاه تجربه: سامانه خبره می‌تواند همانند یک پایگاه تجربه عمل کند و انبوهی از تجربیات را در دسترس قرار دهد.
  - آموزش کاربر(Intelligent Tutor): سامانه خبره می‌تواند همانند یک خودآموز هوش عمل کند. بدین صورت که مثال‌هایی را به سامانه خبره می‌دهند و روش استدلال سامانه را از آن می‌خواهند.
  - سهولت انتقال دانش: یکی از مهم‌ترین مزایای سامانه خبره، سهولت انتقال آن به مکان‌های جغرافیایی گوناگون است. این امر برای توسعه کشورهایی که استطاعت خرید دانش متخصصان را ندارند، مهم‌است.

مثال‌هایی از سامانه‌های خبره تجاری:
- - MYCIN : نخستین سامانه متخصص موفق جهان بود که در سال ۱۹۷۰ در دانشگاه استنفورد طراحی شد. هدف از ساخت این سامانه کمک به پزشکان در تشخیص بیماری‌های ناشی از باکتری بود. مشکل عمده در تشخیص بیماری برای یک پزشک آن است که تشخیص سریع و قاطع یک بیماری با توجه به شمار بسیار زیاد بیماری موجود، عملی دشوار است.MYCIN با تشخیص دادن قاطع بیماری‌ها توانست که این نیاز را برآورده سازد.
  - PROSPECTOR: یک متخصص در امر زمین‌شناسی است که احتمال وجود رسوبات معدنی در یک ناحیه به‌خصوص را پیش‌بینی می‌کند. این سامانه در سال ۱۹۸۷ توسط «ریچارد دودا» و «پیتر هارد» و «رنه ربو» ساخته شد.

در اوایل دهه ۸۰ سامانه‌های متخصص به بازار عرضه شد که می‌توانستند مشورت‌های مالیاتی، توصیه‌های بیمه‌ای یا قانونی را به استفاده‌کنندگان خود ارائه دهند.

## مشخصه‌های سامانه خبره
1. 1. جداسازی دانش از کنترل – یک سطح پایین‌تر این مبحث، در پایگاه داده قابل مشاهده است. در پایگاه داده سعی بر این است که داده‌ها از رویه‌های پیاده‌سازی شونده روی داده‌ها، مجزا باشند. مزیت این جداسازی این است که تعمیم یافتگی در سامانه، افزایش می‌یابد.
  2. برخورداری از دانش خبره و تخصصی
  3. تمرکز بر روی تخصص‌های خاص و ویژه
  4. استدلال با نمادها
  5. استدلال هیوریستیک و تجربی – استدلالی که بر اثر تجربه به دست می‌آید.
  6. قابلیت استدلال نادقیق – یعنی با قوانین احتمالی هم استدلال نماید. سامانه خبره باید بتواند در محیط‌هایی که اطلاعات نادقیق است(کامل نیست) استدلال کند. این استدلال می‌تواند اشتباه باشد چون اطلاعات کامل نیست. مثلاً پزشکی را در نظر بگیرید که تجربه داردو تازه‌کار هم نیست، ولی زمانی که وضعیت بحرانی پیش می‌آید بااید بتواند با اطلاعات کم، بهترین تصمیم را بگیرد.
  7. محدودیت نسبت به مسائل قابل حل – تنها مسائل قابل حل، توسط سامانه‌های خبره، قابل پیاده‌سازی باشد. تا مسئله‌ای حل نشده باشد، سامانه خبره نمی‌تواند به آن پاسخ دهد. باید یک فرد خبره‌ای باشد که اطلاعات از او گرفته شده و در سامانه قرار داده شود.
  8. مناسب بودن سامانه خبره از نظر پیچیدگی – مسائل سامانه خبره نباید خیلی سخت و نه خیلی راحت باشد.
  9. احتمال اشتباه – ممکن است سامانه خبره در تعیین راه‌حل دچار مشکل شود.

## پانوشته‌ها
1. ↑  Facts
2. ↑  Rules
3. ↑  QasemiZadeh, B. An Introduction to Expert System and Frame-Based Knowledge Representation Systems. Iran University of Science and Technology, Computer Engineering Department, 2005, Technical Report.